# Masaki Miyasaka
Masaki Miyasaka (født 15. juli 1989) er en japansk fodboldspiller, som spiller for den japanske fodboldklub Matsumoto Yamaga FC.